# UMF Selfoss
UMF Selfoss este un club de fotbal din Selfoss, Islanda care evolueaza in 1. deild karla.

## Lotul sezonului 2009-2010
| Nr. |         | Poziție | Jucător                          |
| --- | ------- | ------- | -------------------------------- |
| 1   | Islanda | P       | Elías Örn Einarsson              |
| 12  | Islanda | P       | Jóhann Ólafur Sigurðsson         |
| 28  | Islanda | P       | Aron Valur Leifsson              |
| 2   | Islanda | F       | Sigurður Eyberg Guðlaugsson      |
| 4   | Islanda | F       | Agnar Bragi Magnússon            |
| 6   | Islanda | F       | Andri Freyr Björnsson            |
| 9   | Islanda | F       | Jón Steindór Sveinsson (captain) |
| 21  | Islanda | F       | Stefán Ragnar Guðlaugsson        |
| 7   | Islanda | M       | Ingólfur Þórarinsson             |
| 8   | Islanda | M       | Henning Eyþór Jónasson           |

| Nr. |         | Poziție | Jucător                           |
| --- | ------- | ------- | --------------------------------- |
| 19  | Islanda | M       | Ingvi Rafn Óskarsson              |
| 20  | Islanda | M       | Guðmundur Þórarinsson             |
| 29  | Islanda | M       | Jón Guðbrandsson                  |
| 30  | Islanda | M       | Einar Ottó Antonsson              |
| 3   | Islanda | A       | Arilíus Marteinsson               |
| 10  | Islanda | A       | Sævar Þór Gíslason (vice-captain) |
| 11  | Islanda | A       | Ingþór Jóhann Guðmundsson         |
| 14  | Islanda | A       | Árni Páll Hafþórsson              |
| 25  | Islanda | A       | Jón Daði Böðvarsson               |